# Holomitrium aristatum
Holomitrium aristatum är en bladmossart som beskrevs av Theodor Carl Karl Julius Herzog 1927. Holomitrium aristatum ingår i släktet Holomitrium och familjen Dicranaceae. Inga underarter finns listade i Catalogue of Life.